# Kódování
Kódování znamená záznam informace pomocí pevně stanoveného kódu čili znakové sady, případně kódové tabulky. Někdy se slovo používá i pro zápis programu v nějakém programovacím jazyce.

## Obecný význam
Prvotní informace často není kódovaná, například obraz, melodie nebo lidská řeč. V širším smyslu lze sice i mluvenou řeč pokládat za „kódovanou“ prostřednictvím slov, ani slovní zásoba jazyka však není tak pevně stanovena a omezena, aby se dalo mluvit o kódové tabulce. Zato psaná řeč se skutečně kóduje pomocí písmen určité abecedy. Podobně se melodie zapisuje v notách. Obrazovou informaci je třeba nejprve rozdělit na obrazové prvky (pixely) a ty pak vyjadřovat nějakými kódy. 

## Převody kódů
Kódování často znamená také převod již kódované informace do jiného kódu, jako je například transliterace textu do jiné abecedy nebo převod elektronické informace do jiného kódu či normy. Zvláštní význam má převod „otevřené“ informace do kódu, který je znám jen určitým osobám, čili šifrování (kryptografie). Převod kódované informace do obecně přístupného tvaru je dekódování nebo dešifrování.